# Montrose (Geórgia)
Montrose é uma cidade  localizada no estado americano de Geórgia, no Condado de Laurens.

## Demografia
Segundo o censo americano de 2000, a sua população era de 154 habitantes.
Em 2006, foi estimada uma população de 163, um aumento de 9 (5.8%).

## Geografia
De acordo com o United States Census Bureau tem uma área de 4,2 km², dos quais 4,2 km² cobertos por terra e 0,0 km² cobertos por água.

## Localidades na vizinhança
O diagrama seguinte representa as localidades num raio de 24 km ao redor de Montrose.